# Signe moins commercial
Ne doit pas être confondu avec le signe typographique  Pour cent (%)
Cette page contient des caractères spéciaux ou non latins. S’ils s’affichent mal (▯, ?, etc.), consultez la page d’aide Unicode.
Le signe moins commercial (appelé abzüglich, « déduction » en allemand, med avdrag av, « déduction », ou piska, « fouet », en suédois) est un signe typographique et un symbole mathématique utilisé dans les documents commerciaux ou relatifs aux taxes et impôts dans certaines langues européennes.

## Utilisation
Dans certains documents commerciaux ou relatifs aux taxes, notamment en allemand ou en suédois, le signe moins commercial est utilisé comme signe de déduction.
Ce symbole est parfois aussi utilisé dans les marges de lettres pour indiquer une pièce jointe. Le point supérieur est parfois remplacé par le numéro de la pièce jointe.
Dans l’alphabet phonétique ouralien, ce symbole est utilisé pour indiquer qu’une forme empruntée apparentée se prononce différemment.
En Finlande, ce symbole est utilisé pour indiquer une réponse correcte, par opposition au symbole de coche (✓) qui y indique une réponse incorrecte.